# Albuzzano
Albuzzano é uma comuna italiana da região da Lombardia, província de Pavia, com cerca de 2.256 habitantes. Estende-se por uma área de 15 km², tendo uma densidade populacional de 150 hab/km². Faz fronteira com Belgioioso, Cura Carpignano, Filighera, Linarolo, Valle Salimbene, Vistarino.

## Demografia
| Variação demográfica do município entre 1861 e 2011                               |
|                                                                                   |
| Fonte: Istituto Nazionale di Statistica (ISTAT) - Elaboração gráfica da Wikipedia |